# Angele
Angele (in greco antico: Ἀγγελή?, Anghelé) era un demo dell'Attica, probabilmente collocato a nord-est della moderna Markopoulo, sulla costa orientale della regione, come testimonia il toponimo di una località, Angelisi. Il demo prende nome dall'eroe Angelo, di cui si sa molto poco.